# Jo Frost
Joanne Amanda Frost, mais conhecida como Jo Frost (Londres, 27 de junho de 1971), é uma babá, escritora e personalidade de televisão britânica, conhecida por estrelar o programa Supernanny..

## Televisão
- Super Nanny USA